# Dollar de la Colombie-Britannique
Le dollar de la Colombie-Britannique était la monnaie de cette future province canadienne entre 1865 et 1871. Il remplaçait la livre sterling britannique à raison de 1 livre pour 4,866 dollars. Il est équivalent au dollar canadien qui le remplacera plus tard.
Le dollar était subdivisé en 100 cents. Aucune pièce distincte des pièces en dollar canadien circulantes n'a été émise.
Le dollar avait déjà été adopté comme monnaie de la colonie alors séparée de l'île de Vancouver en 1863. Il est donc devenu la monnaie de la colonie unie formée en 1866.

## Billets de banque
Bien que le dollar n'a été adopté comme monnaie officielle de la colonie qu'en 1865, les billets du Trésor et les billets de banques à charte (banques commerciales) ont été introduits en dollars dès 1862. 
Les billets du Trésor étaient en coupures de 5, 10 et 25 dollars, tandis que les billets de banque, émis par la Banque de la Colombie-Britannique, étaient en coupures de 1, 5, 20, 50 et 100 dollars.